# ادلینگتون
ادلینگتون (به انگلیسی: Edlington) یک روستا، شهرک و محله مدنی در بریتانیا است که در Doncaster واقع شده‌است. ادلینگتون ۸٬۲۷۶ نفر جمعیت دارد.